# فیلیس و ارسطو

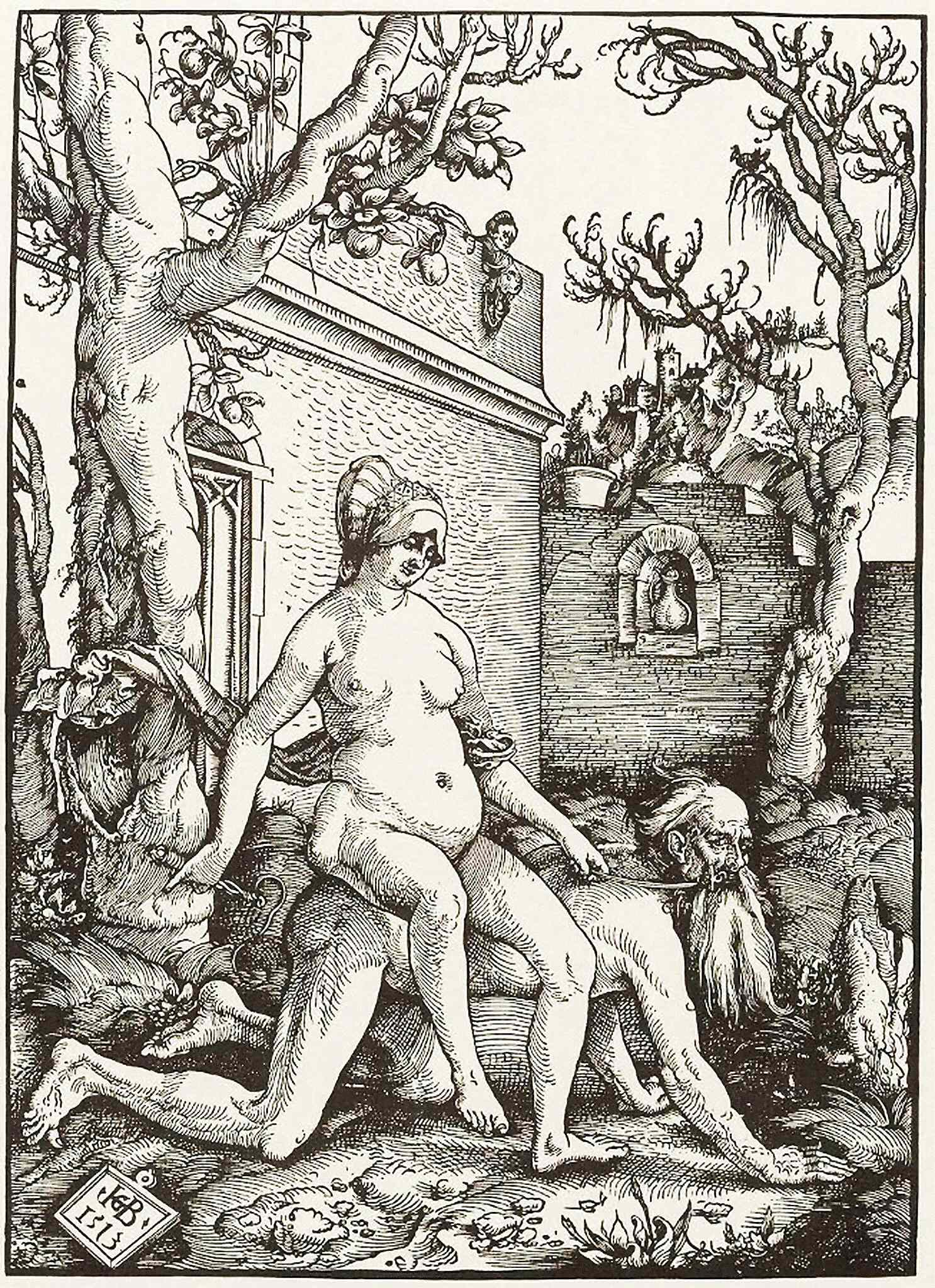
حکاکی چوبی ارسطو سوار شده توسط فیلیس توسط هانس بالدونگ، ۱۵۱۵

داستان فیلیس و ارسطو یک داستان هشدار دهنده قرون وسطایی در مورد پیروزی یک زن اغواگر، فیلیس، بر بزرگ‌ترین عقل مرد، فیلسوف یونان باستان، ارسطو است. این یکی از چندین داستان قدرت زنان از آن زمان است. از جمله نسخه‌های اولیه، لای دی آریستوت فرانسوی از سال ۱۲۲۰ است.
داستان سلطه گر و روشنفکر مشهور توسط هنرمندان از قرن دوازدهم به بعد، در رسانه‌ها از مجسمه‌سازی سنگی در کلیساها گرفته تا صفحات چوبی یا عاج، منسوجات مانند فرش و ملیله، حکاکی، نقاشی رنگ روغن، کوزه‌های برنجی (آکوامانیل) مورد توجه قرار گرفت. و شیشه‌های رنگی. هنرمندانی که جذب این موضوع شده‌اند عبارتند از  هانس بالدونگ، آلبرشت دورر، لوکاس کراناخ بزرگ و الساندرو تورچی.

## داستان
داستان در شیوه بیان متفاوت است، اما هسته اصلی آن به شرح زیر است: ارسطو به شاگردش اسکندر توصیه می‌کند که از فیلیس، معشوقه اغواگر پدرش، فیلیپ دوم مقدونی، دوری کند، اما خود اسیر او شده‌است. او قبول می‌کند که با او رابطه برقرار کند، به شرطی که نقش سلطه گر را بازی کند و او را برهنه بر پشت خود سوار کند. فیلیس مخفیانه به اسکندر گفته‌است که چه انتظاری داشته باشد، و او شاهد است که فیلیس ثابت می‌کند که جذابیت یک زن می‌تواند حتی بر عقل مرد بزرگ‌ترین فیلسوف غلبه کند. و با مشاهده مردم از این صحنه سواری،  آبروی ارسطو می‌رود. فیلیس همچنین به‌عنوان معشوقه یا احتمالاً همسر اسکندر، به جای همسر پدرش توصیف می‌شود.

### ریشه‌ها
این داستان کاملاً اختراع شده توسط موزه لوور برگرفته از اثر آلمانی ژاک دو ویتری در قرن سیزدهم است. اثر فرانسوی Le Lai d'Aristote (The Lay of Aristotle) از نسخه‌های خطی مربوط به اوایل سال ۱۲۲۰ که توسط محققان به هانری d'Andeli یا Henri de Valenciennes نسبت داده شده‌است، شناخته شده‌است. . 
در سال ۱۳۸۶، جان گوور، شاعر انگلیسی، خلاصه‌ای از داستان را در Confessio Amantis (به انگلیسی، بر خلاف دیگر آثار اصلی‌اش)، مجموعه‌ای از داستان‌های عشق غیراخلاقی که در شعر بیان می‌شود، گنجاند. در شعر آپولونیوس صور (کتاب ۸، ۲۷۱–۲۰۱۸)، جایی که گوور به طعنه می‌گوید که منطق و قیاس‌های فیلسوف او را نجات نمی‌دهد، ظاهر می‌شود:
من آنجا ارسطو را هم می‌گویم،
چه کسی که ملکه یونان چنین است
او را مهار کرده است که در مدت زمان طولانی
Sche او را چنین قیاس ساخته‌است،
این که او منطق خود را بریات کرد ;
هنر تمرین او نبود،
Thurgh که آن mihte be مستثنی شده‌است
که او به‌طور کامل به این نتیجه رسیده بود
عشق ورزیدن و سجده کردن او
در قرن پانزدهم، در کمدی آلمانی Ain Spil van Maister Aristotiles (نمایشنامه ای از استاد ارسطو) به نمایش درآمد.

### تحلیل و بررسی
| عنصر داستان                | Lai d'Aristote - فرانسوی | Aristoteles und Phyllis - آلمانی                                                                                    |
| -------------------------- | --- | --- |
| اسکندر                     | یک پادشاه پیروز، فاتح هند است | مردی جوان در دربار پدرش است                                                                                         |
| زن جوان                    | فقط "هندی" نامیده می‌شود | فیلیس، از اصالتاً، در اطرافیان ملکه است                                                                              |
| موقعیت: اسکندر             | ارسطو به دلیل بی‌توجهی به وظیفه خود به عنوان رئیس دولت و ارتش سخنرانی می‌کند                                                                                         | دستور پادشاه مبنی بر عدم دیدن معشوق را نادیده می‌گیرد، همان‌طور که ارسطو به دلیل تمرکز نکردن بر درس‌های خود خواسته‌است. |
| زن جوان                    | تصمیم می‌گیرد از فیلسوف انتقام بگیرد | تصمیم می‌گیرد از فیلسوف انتقام بگیرد                                                                                 |
| قرارداد: ارسطو             | قول می‌دهد که در ازای لطف او از طرف اسکندر با او صحبت کند | از او می‌خواهد که در ازای پول، شب را با او بگذراند                                                                   |
| صحنه اغواگری               | در یک باغ اتفاق می‌افتد | در یک باغ اتفاق می‌افتد                                                                                              |
| او بر پشت ارسطو سوار می‌شود | توسط اسکندر خندان مشاهده شد | توسط ملکه و همراهانش مشاهده شد و فیلیس به شدت به ارسطو توهین کرد                                                    |
| در پایان ارسطو             | خود را به اسکندر معذور می‌کند و می‌گوید آمور وینک توت، و توت وینکرا tant com li monde durera (عشق بر همه چیره می‌شود و همه پیروز خواهند شد تا زمانی که دنیا پابرجاست) | به کشوری دور می‌گریزد، جایی که در مورد شرارت نیرنگ‌های زنانه تأمل می‌کند.                                              |

## تصاویر

### قرون وسطی
داستان هشداردهنده سلطه گر که فیلسوف مشهور را احمق کرد در سراسر اروپای قرون وسطی رایج شد. مجسمه‌سازان قرون وسطایی در ماسلند کوزه‌هایی را به شکل صحنه‌هایی با پیکره‌های انسان یا دیگر شکل می‌ساختند که فیلیس و ارسطو را به تصویر می‌کشیدند. این داستان در رسانه‌های مختلف از جمله سنگ، عاج، برنج، فرش، ملیله و حکاکی به تصویر کشیده شد.

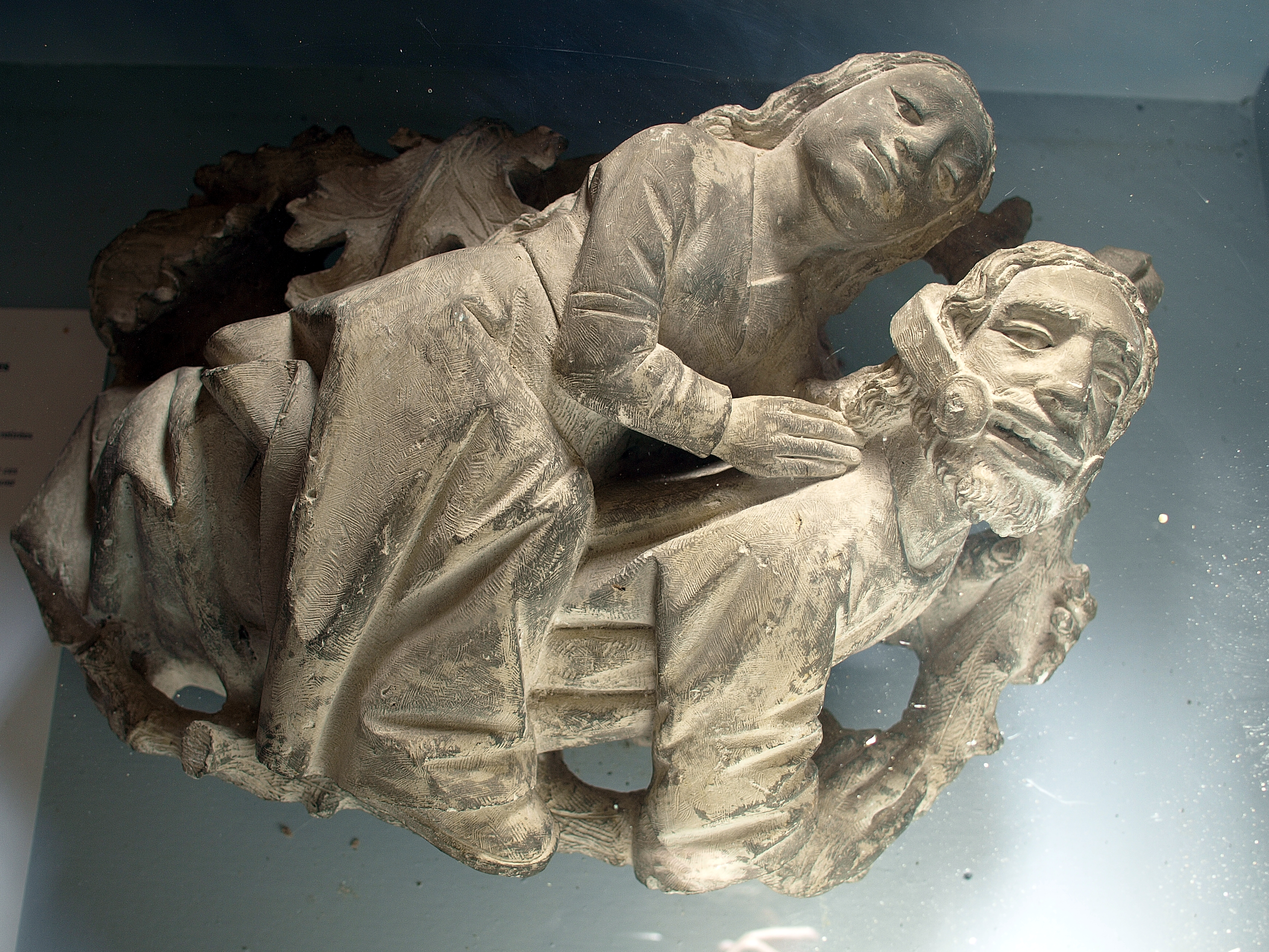
Stone sculpture, Cadouin Abbey, France, 12th century
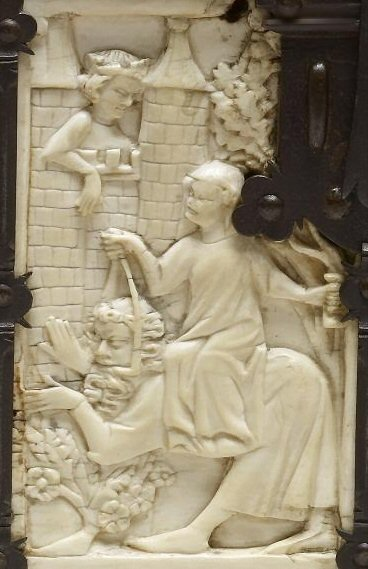
Panel of casket with scenes of romances, France, ivory, 1330-1350
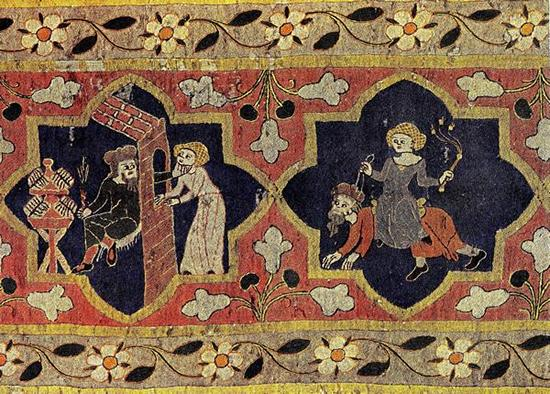
Carpet, Freiburg, Germany, 14th century
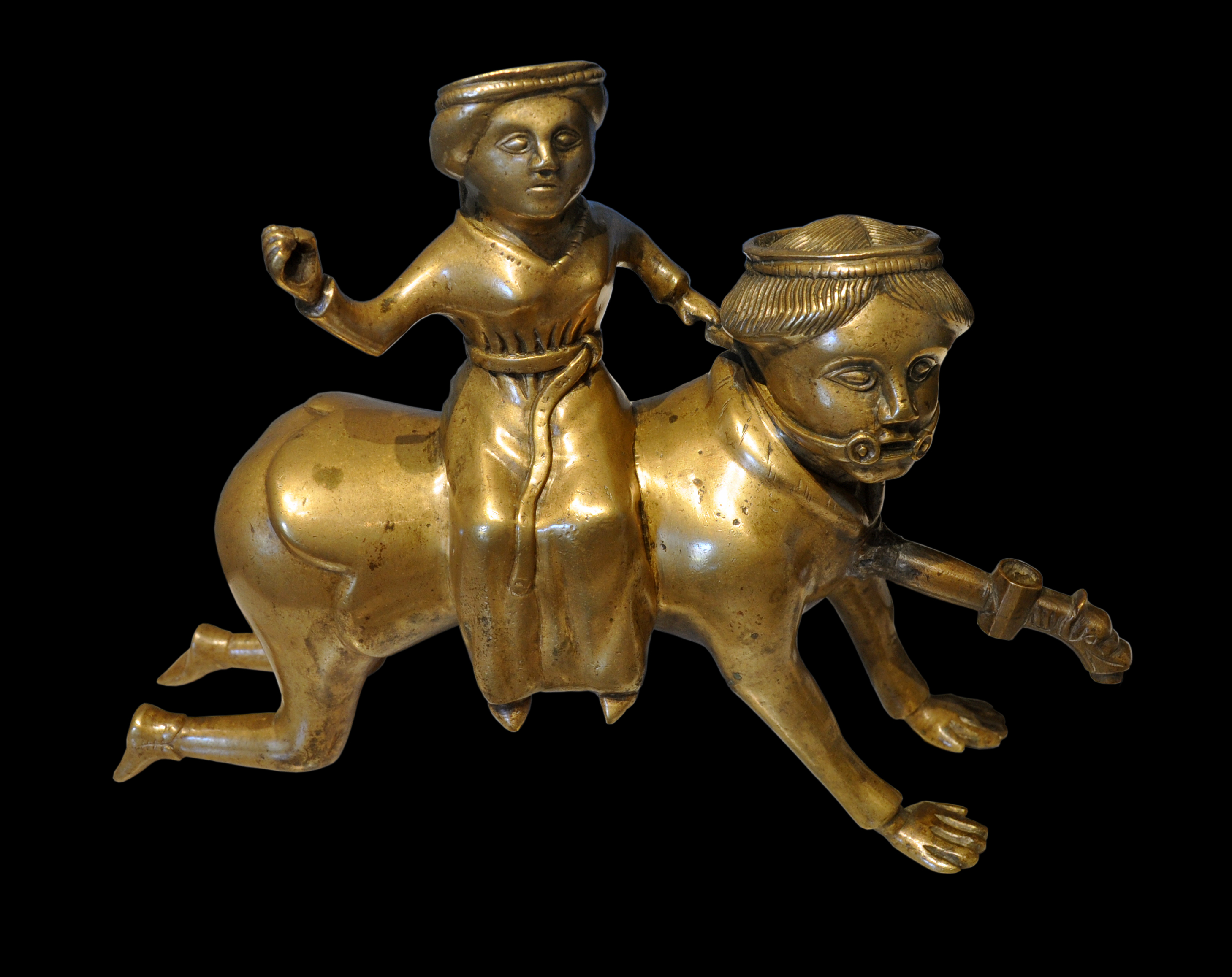
Aquamanile in the form of Phyllis and Aristotle, prob. Maasland, 1400–1450, brass
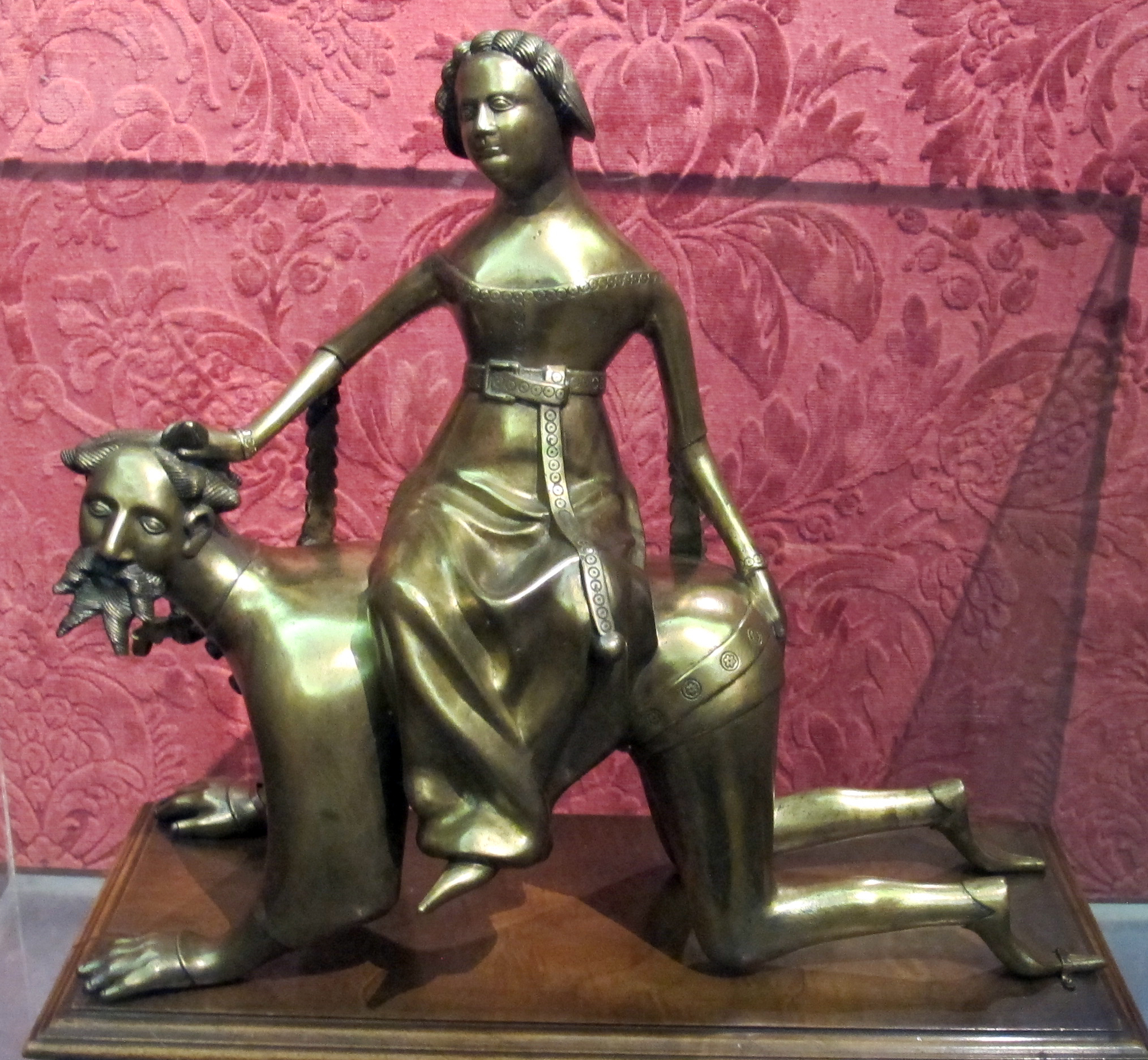
Phyllis سوار و سیلی زدن ارسطو ، Aquamanile ، Maasland ، c. ۱۴۰۰ ، برنج
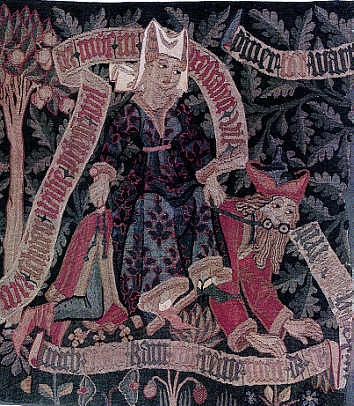
جزئیات ملیله ، بازل ، 1470s

### اوایل مدرن تا روشنگری
هنرمندانی مانند هانس بالدونگ،  آلبرشت دورر، لوکاس کراناخ بزرگ، بارتولومئوس اسپرانگر و یان سادلر به بهره‌برداری از موضوع ادامه دادند و در نهایت فیلیس را کاملاً برهنه کردند. الساندرو تورچی این زن را کامپاسپه، معشوقه اسکندر نامید. رسانه‌های مورد استفاده شامل حکاکی، شیشه‌های رنگی، چوب و رنگ روغن است.

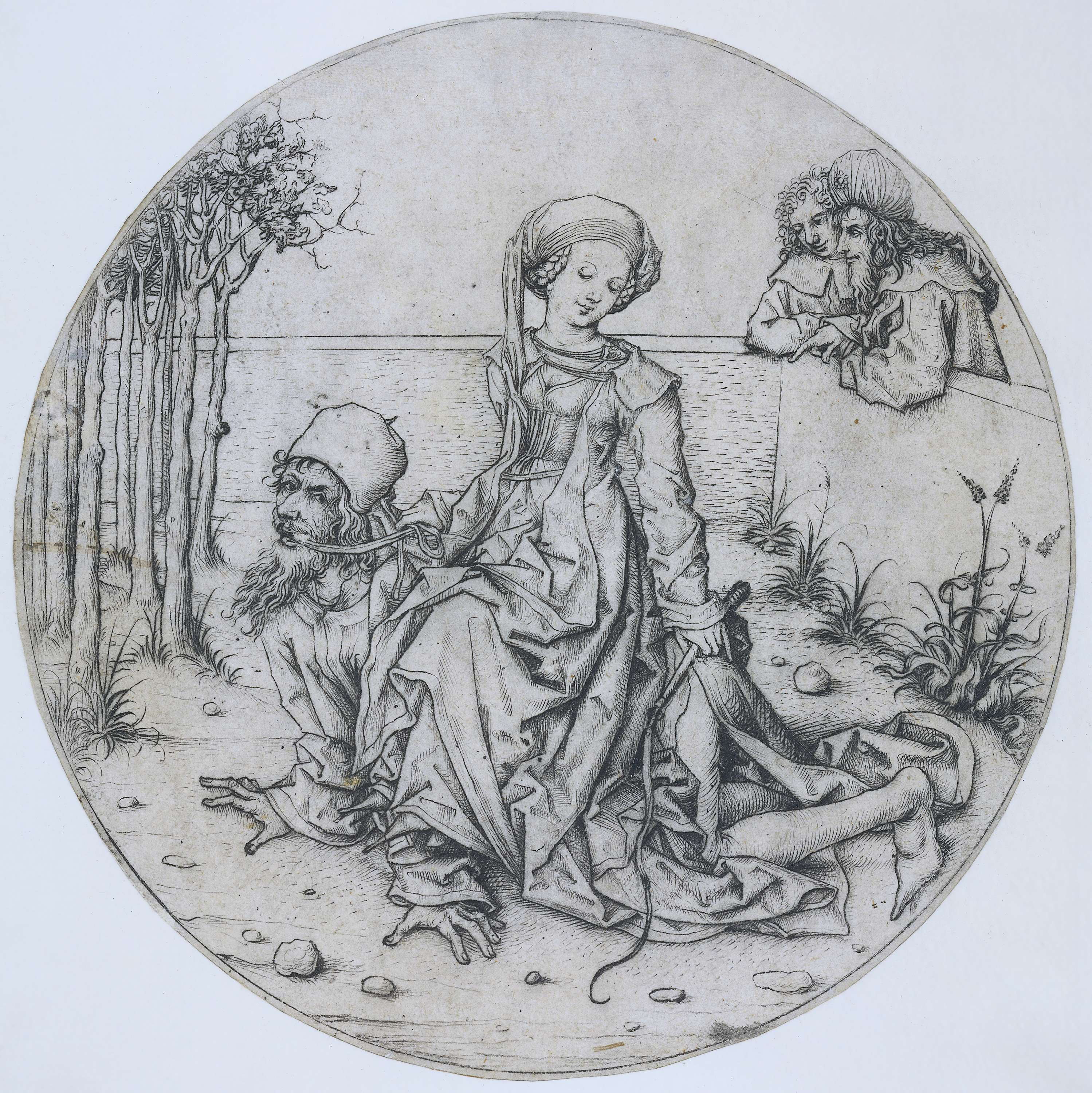
Drypoint of Aristotle ridden by Phyllis by the Housebook Master. c. ۱۴۹۰
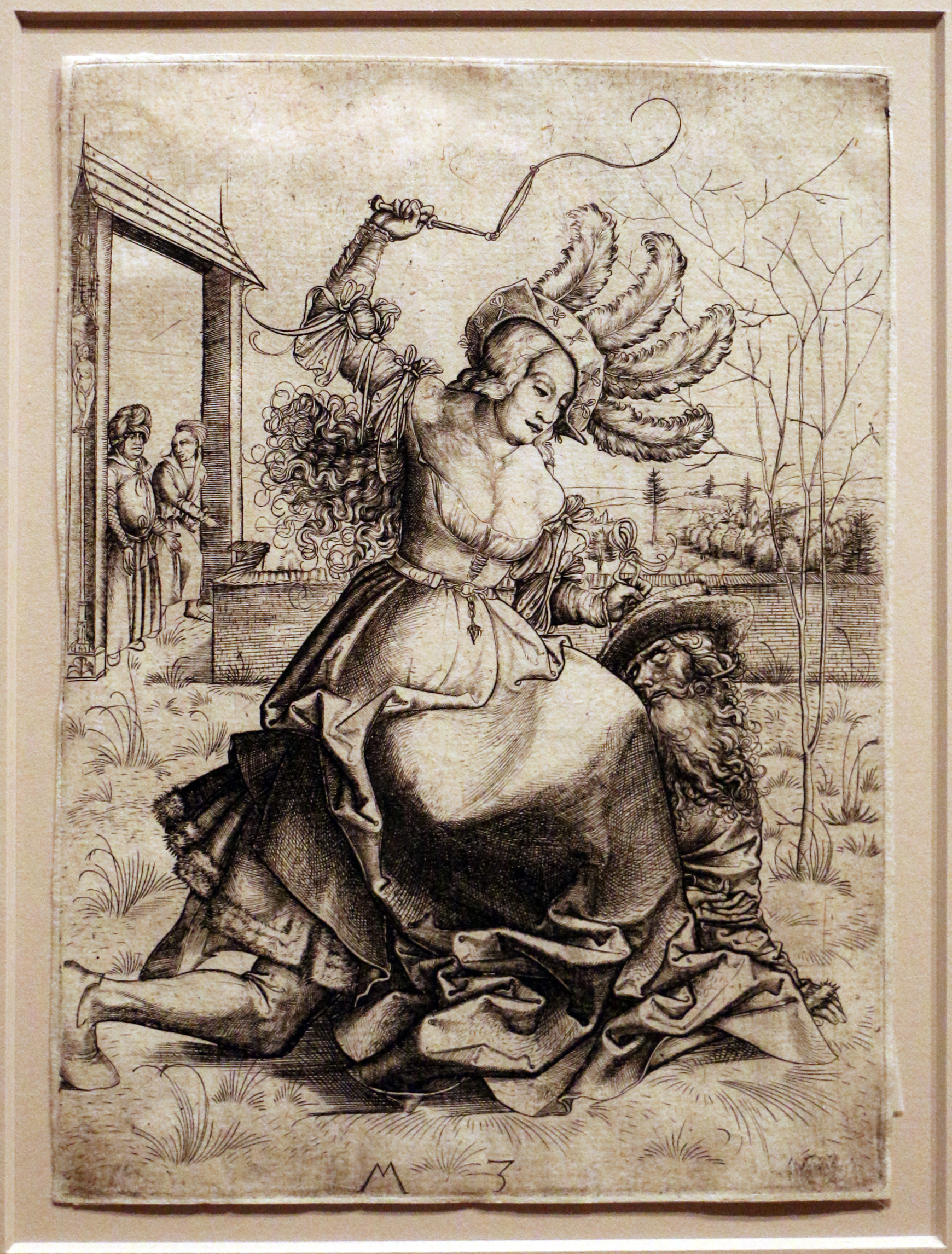
Engraving, Master MZ, c. ۱۵۰۰
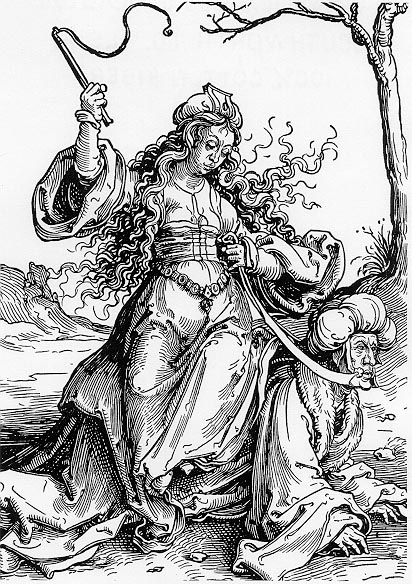
Engraving, Lucas van Leyden, c. ۱۵۲۰
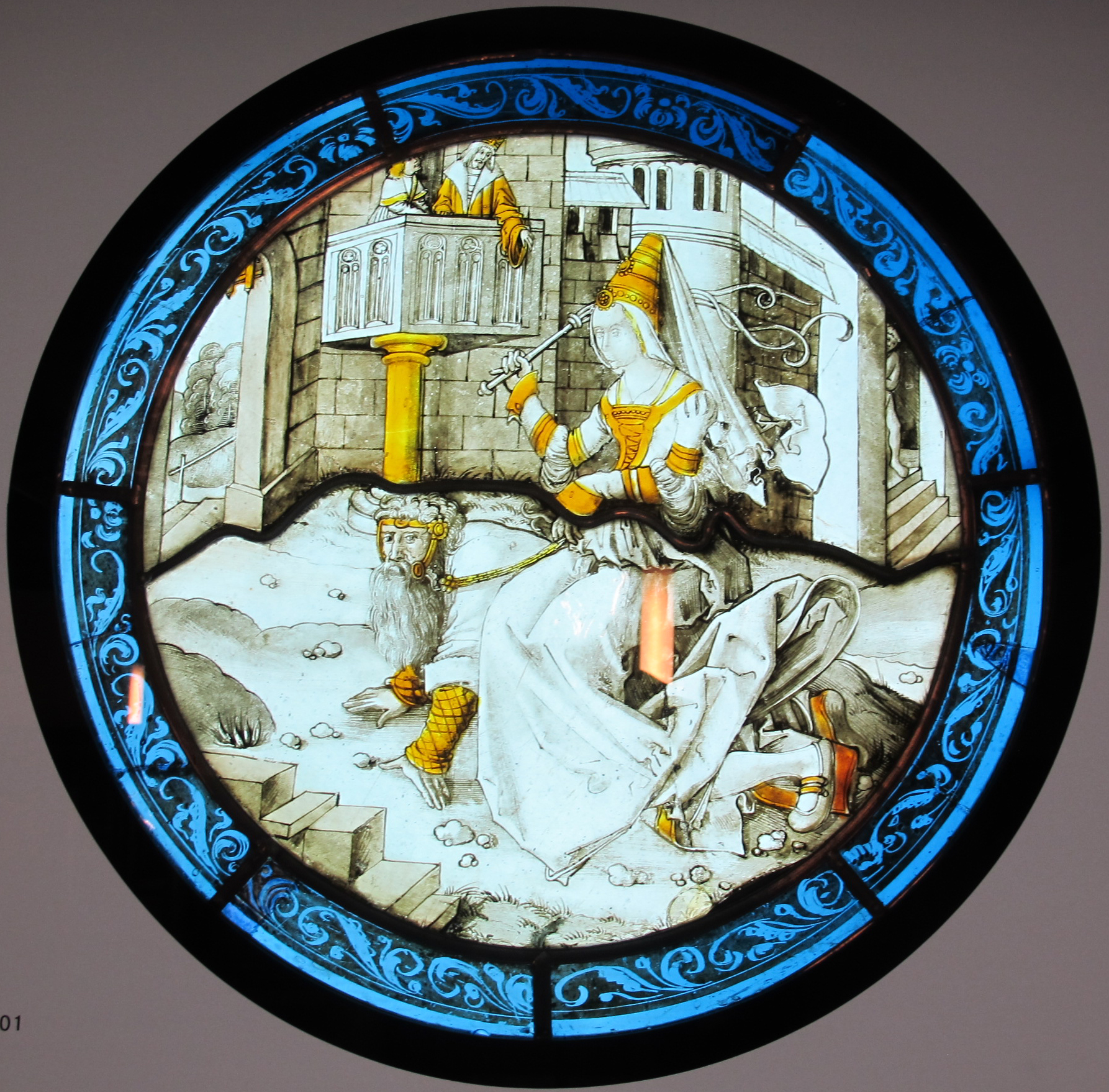
Stained glass, Germany, c. ۱۵۲۰
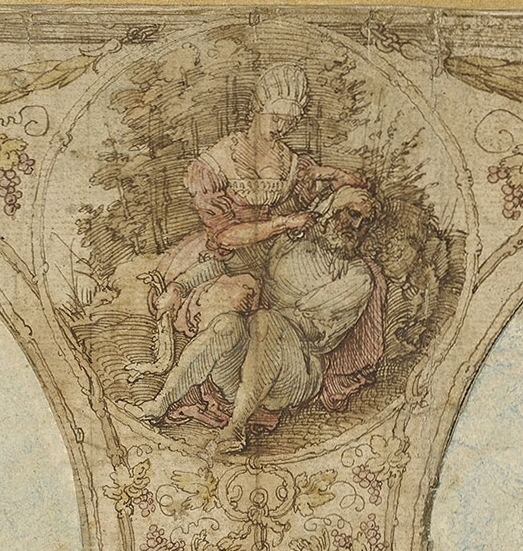
Detail of a Power of Women decoration meant for Nuremberg Town Hall, Albrecht Dürer, 1521
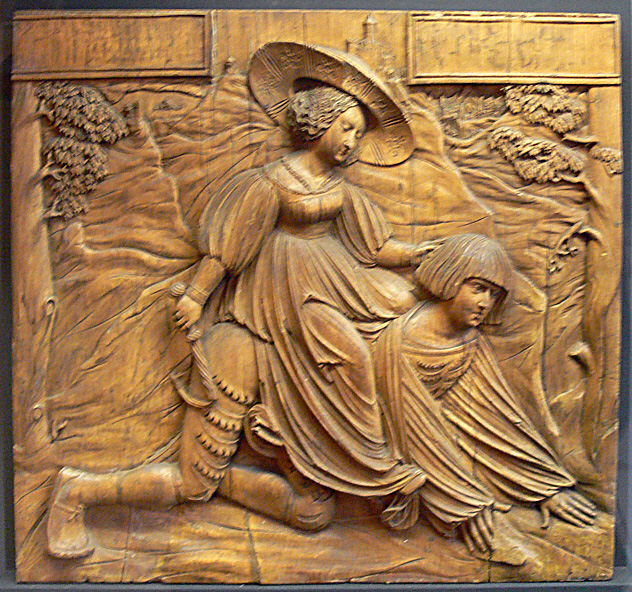
Aristotle and Phyllis, the Master of Ottobeuren, wood, 1523
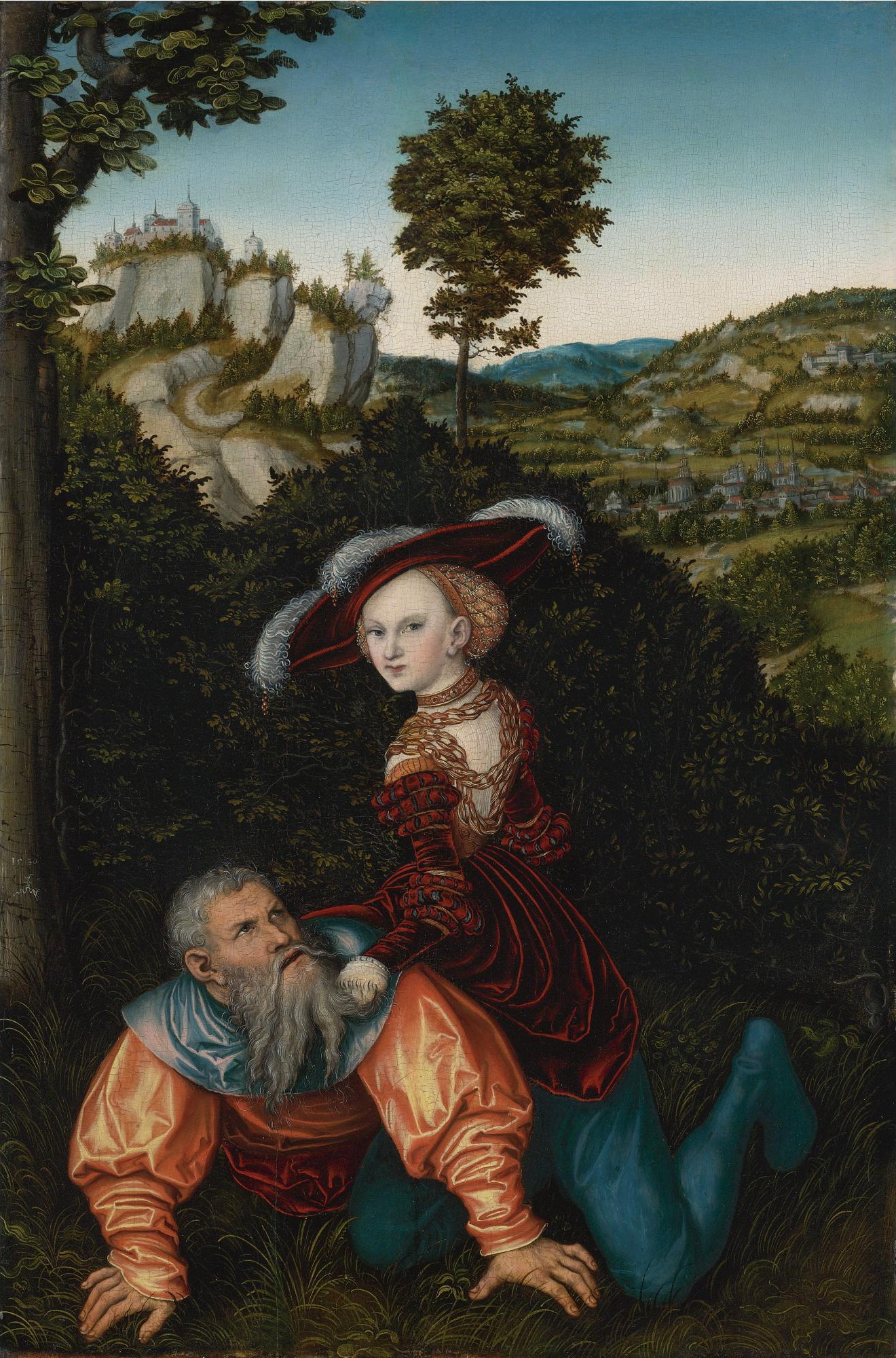
Phyllis and Aristotle, Lucas Cranach the Elder, oil on panel, 1530
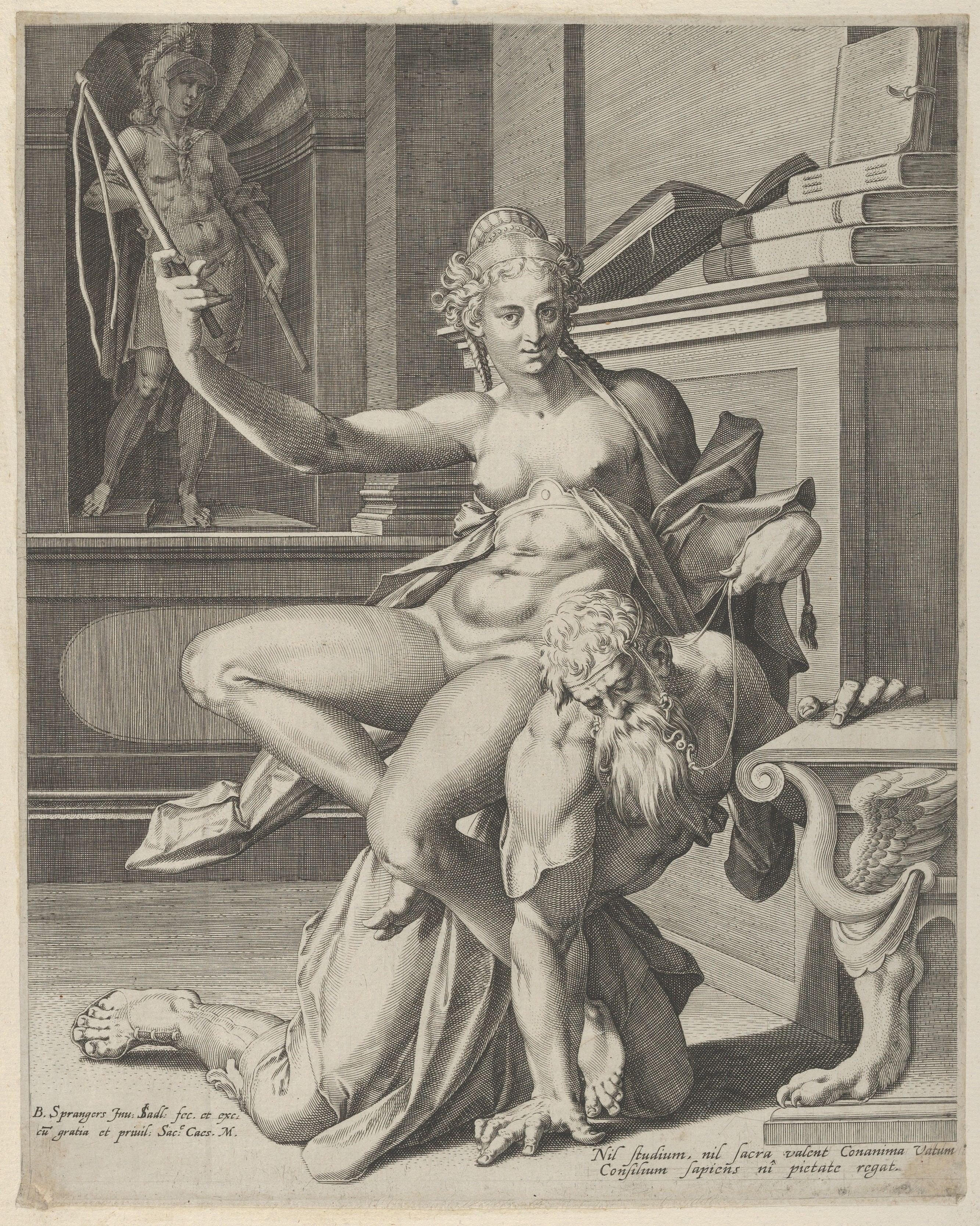
Phyllis and Aristotle, Jan Sadeler after Bartholomeus Spranger, engraving, 16th century
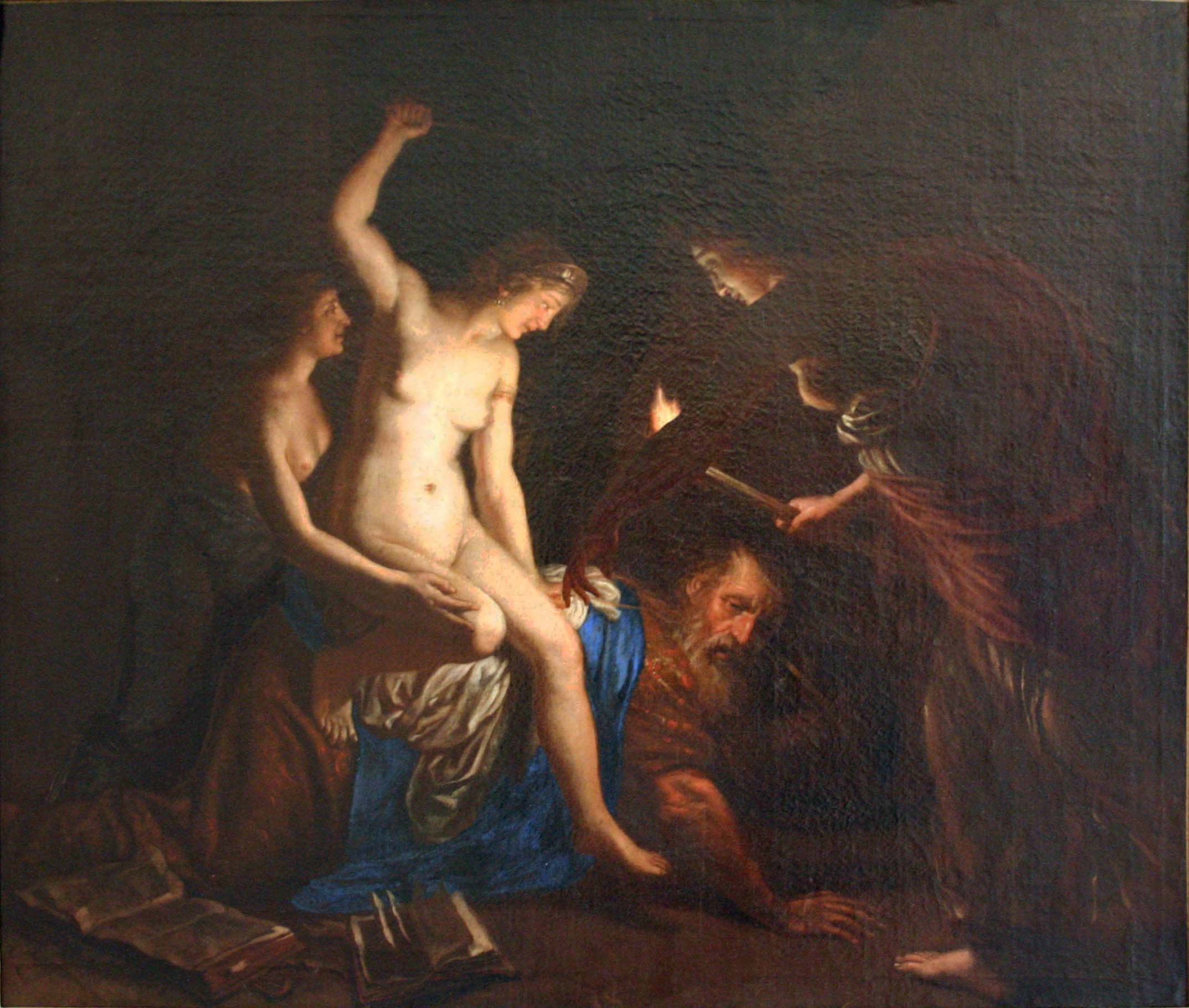
Aristotle and Campaspe, Alessandro Turchi (attrib.) Oil on canvas, 1713

### قرن نوزدهم و بیستم
هنرمندانی مانند جولیو روئلاس به اقتباس از تم فیلیس و ارسطو ادامه دادند. اسکار کوکوشکا نسخه ای را در سال ۱۹۱۳ تولید کرد.

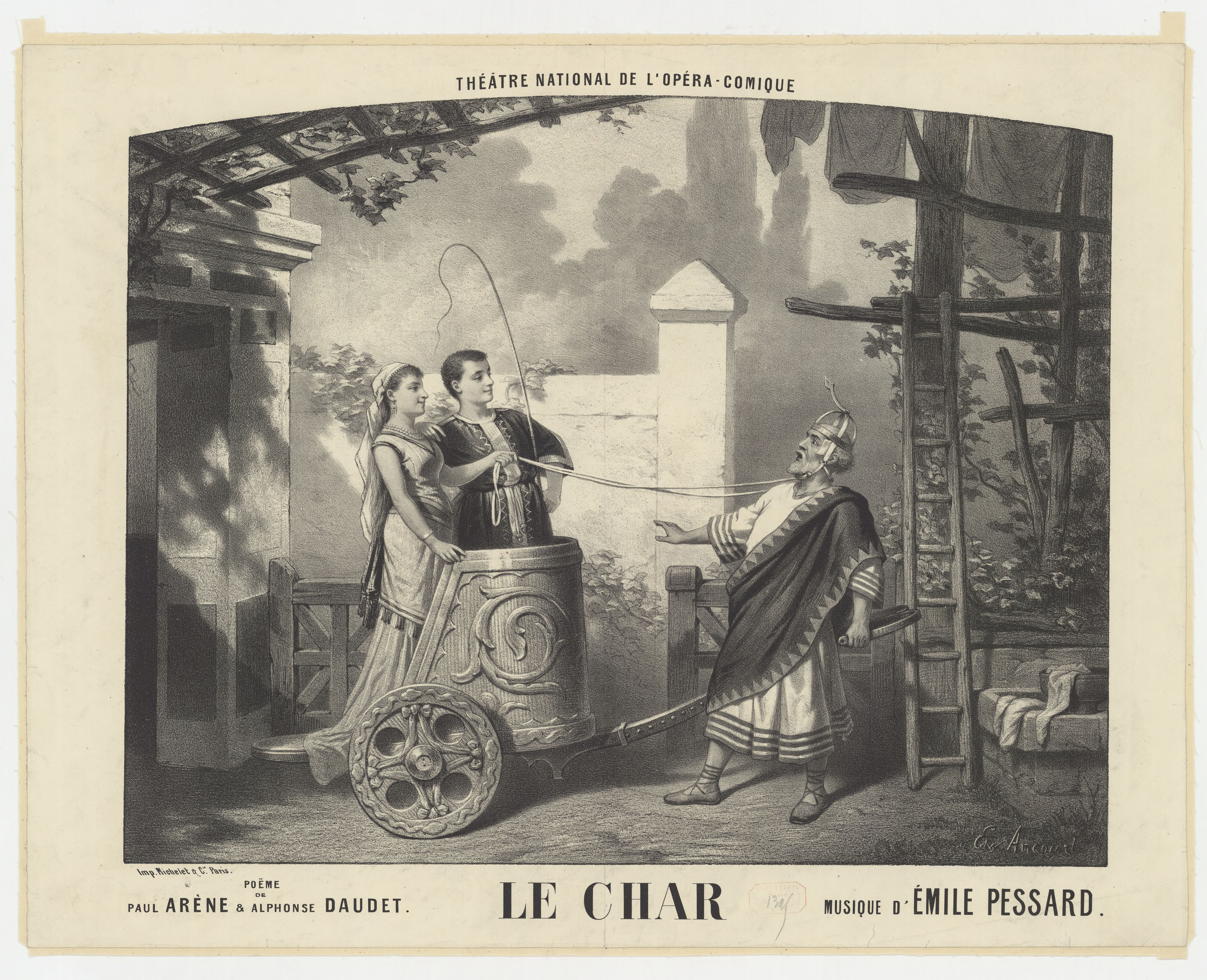
Le Char (The Chariot), poster by Edward Ancourt [fr] for opera by Émile Pessard, 1878
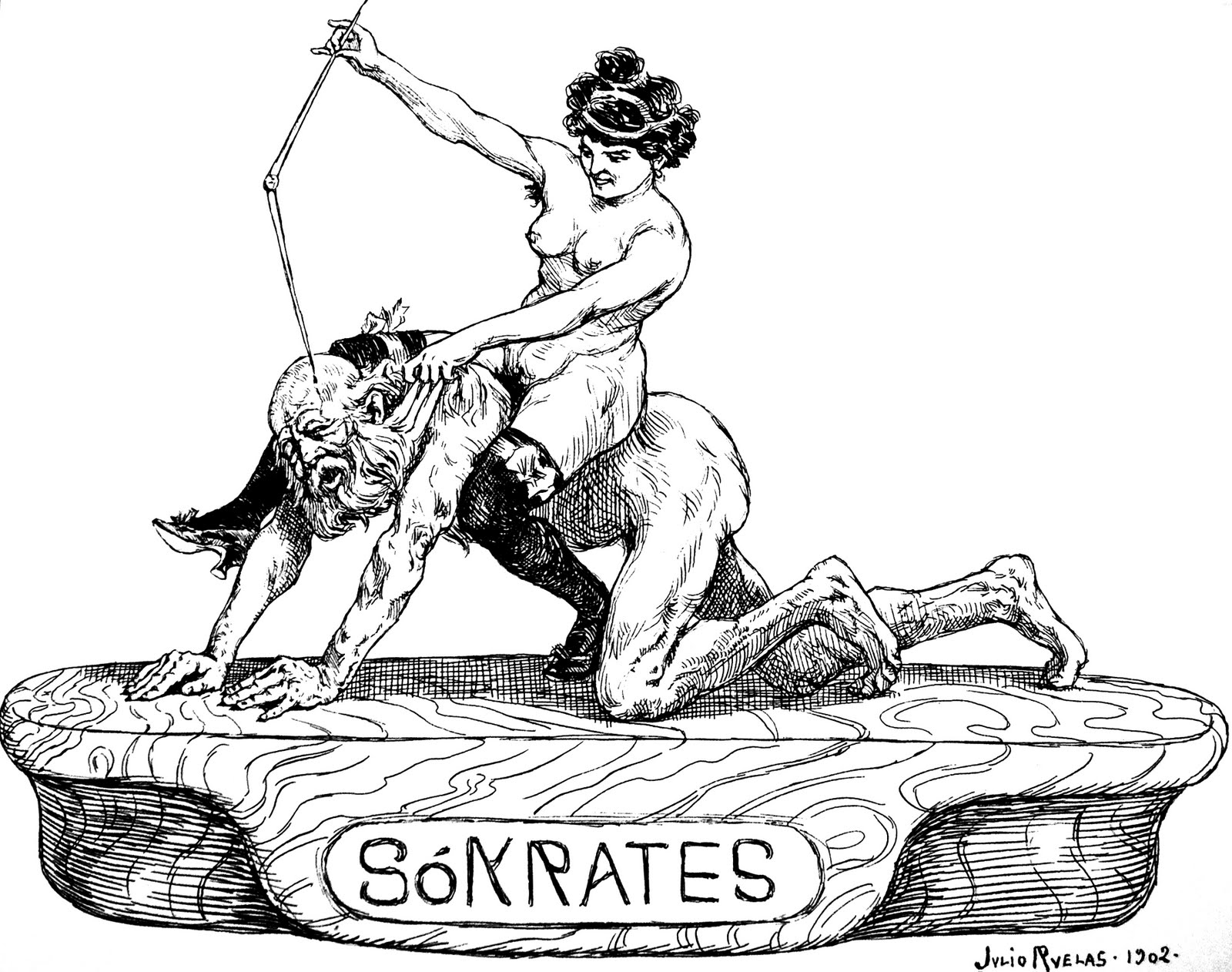
Sokrates, Julio Ruelas (۱۸۷۰–۱۹۰۷), ۱۹۰۲. The woman wears modern stockings and shoes

## یادداشت
1. ↑  The source of the work was still contested in 2007.[۸]
2. ↑  See above for his woodcut illustration.